# エドウィン・ディアス (ボクサー)
エドウィン・ディアス（Edwin Diaz、1981年9月3日 - ）は、パナマのプロボクサー。パナマシティー出身。

## 来歴
2001年5月19日にプロデビュー。
2005年4月29日、WBCラテンアメリカミニマム級王座に挑戦も0-2（45-48、46-49、47-47）の5回負傷判定負けを喫し王座獲得に失敗。
2005年8月20日、パナマライトフライ級王座挑戦も0-3（94-97、92-98、92-97）の判定負けを喫し王座獲得に失敗。
2007年6月2日、ファン・ランダエタと対戦し、3-0（76-75、77-74、76-74）の判定勝ちを収めた。
2007年7月14日、ファン・ランダエタと対戦し、2回2分5秒TKO負けを喫し前戦の借りを返された。
2010年6月4日、WBAフェデカリブライトフライ級王座決定戦で3-0（78-75、77-74、80-71）の判定勝ちを収め王座獲得に成功した。
2011年2月6日、WBC世界フライ級シルバー王座に挑戦するも、0-3（108-119、109-118、111-116）の判定負けで王座獲得に失敗した。
2011年10月22日、WBAフェデカリブミニマム級王座決定戦で3-0（77-72、76-73、76-73）の判定勝ちを収め王座獲得に成功、WBAフェデカリブ王座の2階級制覇を果たした。
2012年7月14日、パイパロープ・ゴーキャットジムが同年1月7日にタイ・ロッブリー県の路上でプロボクサー仲間とバイクの2人乗りをして職務質問を受けた際に覚せい剤を100錠所持していた為、麻薬取締法違反で逮捕され、同年5月10日にWBA世界ミニマム級暫定王座を剥奪されたことに伴いメキシコ・ナヤリット州・テピクのエル・パレンケ・デ・ラ・フェリアでWBA世界ミニマム級5位のヘスス・シルベストレ（メキシコ）とWBA世界ミニマム級暫定王座決定戦を行い、7回にゴングの後のヒッティングでシルベストレが1点減点されたが勝敗を左右する程でもなく、0-3（110-119、112-118、111-117）の判定負けを喫し王座獲得に失敗した。

## 獲得タイトル
- WBAフェデカリブライトフライ級王座
- WBAフェデカリブミニマム級王座